# Pljučna embolija
Pljučna embolija (PE) je zamašitev ene ali več pljučnih arterij z neko snovjo, ki jo je v pljuča zanesel tok krvi. Snovi, ki lahko zamašijo žile so različne, najpogosteje gre za krvni strdek (tromb ali trombus), ki se je odtrgal z mesta globoke venske tromboze v spodnjih okončinah ali medenici. Ostale snovi, ki lahko embolizirajo, so maščoba, zračni mehurčki, tumorske mase in amnijska tekočina. Ko se snov zagozdi v pljučnem krvnem obtoku zapre dotok krvi v del pljuč, ki tako naenkrat postane nefunkcionalen. Izraženost simptomov je odvisna od premera zamašene žile.

## Epidemiologija
Ocenjujejo, da za pljučno embolijo zbolijo približno 3 od 1000 prebivalcev na leto. Pljučno embolijo doživi približno polovica nezdravljenih ljudi, ki se jim je globoka venska tromboza razširila v podkolensko, femoralno in iliakalno veno.  PE je pri otrocih zelo redka, s staranjem pa se pojavlja vse pogosteje. Oba spola sta približno enako prizadeta. PE je eden najpomembnejših zapletov operacij in pogost zaplet pri hospitaliziranih internističnih bolnikih.

## Vzroki (etiologija)
V skoraj vseh primerih PE v pljuča embolizira tromb (trombembolija), ki izvira iz ven v spodnji okončini ali medenici (globoka venska tromboza). Globoka venska tromboza je lahko tudi neprepoznana, saj ni nujno, da strdek povzroča zaznavne težave. Tveganje za embolijo je večje, če je strdek v venah bližje trupu (proksimalno od golenskih ven). Strdek lahko izvira tudi iz ven zgornje okončine (v povezavi z vstavljenim centralnim venskim katetrom) ali iz  votlin desnega srca. Dejavniki tveganja so stanja, ki otežijo venski povratek, stanja, ki poškodujejo notranjo plast žil (endotelij) in stanja s povečanim strjevanjem krvi (hiperkoagulabilnost). Najpogostejši dejavniki tveganja so:
- rak;
- srčno popuščanje;
- hiperkoagulabilna stanja (antifosfolipidni sindrom, pomanjkanje antitrombina III, pomanjkanje proteina C ali S, ...);
- imobilizacija (dolgotrajno ležanje, sedenje, ...);
- nosečnost in obdobje po nosečnosti;
- operacija v zadnjih 3 mesecih.

Ostali dejavniki tveganja so še starost nad 60 let, atrijska fibrilacija, kajenje cigaret (tudi pasivno), modulatorji estrogenskih receptorjev (raloxifen, tamoxifen), eksogeni estrogeni in progestini (oralna kontracepcija, hormonska nadomestna terapija), poškodbe ekstremitet in medenice, vstavljeni venski katetri, mieloproliferativne bolezni, debelost, nefrotski sindrom, anemija srpastih celic in prejšnje venske trombembolije.
Ostali (netrombotični) vzroki embolije so zrak, maščoba (iz maščobnega tkiva ali kostnega mozga), amnijska tekočina (kot zaplet poroda), tujki (npr. smukec pri vbrizgavanju heroina) in tumorske celice. Klinična slika in zdravljenje se pri netrombotičnih vzrokih razlikujeta od trombotičnih. 
Zrak ali maščoba najpogosteje prideta v vensko kri na mestu poškodbe.

## Patofiziologija
Ko kri krvni strdek zanese v pljučne arterije, se ta tam zagozdi in delno ali popolnoma zamaši eno ali več arterij. Posledice so odvisne od števila in velikosti strdkov, odziva in stanja pljuč in sposobnosti organizma, da strdek raztopi. Veliko majhnih strdkov se raztopi v nekaj urah ali dneh in nima posledic. Pri večjih strdkih lahko pride do refleksnega pospešenega dihanja (tahipneja), pomanjkanja kisika v krvi (hipoksemija) zaradi neujemanja ventilacije (predihavanja pljuč) in perfuzije (prekrvavitve), šanta (obvoda) in zmanjšanega minutnega volumna srca (litrov krvi, ki jih srce prečrpa v eni minuti), do atelektaz (kolaps, sesedanje pljuč) in povečanega upora v pljučnih žilah zaradi mehanske obstrukcije in vazokonstrikcije (skrčenja žil). Spontana raztopitev je možna tudi pri zmerno velikih strdkih in te spremembe se v nekaj dnevih zmanjšajo. Kadar se strdek ne raztopi, lahko pride do pljučne hipertenzije in kroničnega desnostranskega srčnega popuščanja. Kadar velik strdek zamaši veliko arterijo ali če je več majhnih strdkov zamašilo več kot polovico pljučnega obtoka, tlak v desnem prekatu naraste in lahko pride do akutnega desnostranskega srčnega popuščanja, srčne odpovedi s šokom ali celo do nenadne smrti. Do pljučnega infarkta pride v manj kot 10% PE, saj imajo pljuča dvojni krvni obtok (bronhialnega in pulmonarnega).

## Simptomi in znaki
Klinična slika je zelo raznolika. Pljučna embolija lahko nastopi neopazno, brez izrazitih težav, lahko pa nastopi resno in življenje ogrožujoče stanje.  Večina pljučnih embolij je majhnih in nepomembnih, brez simptomov. Kadar se simptomi pojavijo, so ti neznačilni in odvisni od obsega zamašenih žil in predhodnega stanja pljuč in srca. Bolnik zaznava težko dihanje in/ali bolečino v prsnem košu, lahko kašlja in izkašljuje kri. Pri starejših se lahko pojavijo motnje zavesti. Najpogostejši znaki pljučne embolije so pospešeno dihanje in pospešeno bitje srca, redkeje se pojavi znižan krvni tlak, poudarjen 2. pulmonalni ton in poki/piski nad pljuči. Vratne vene so lahko razširjene, telesna temperatura je lahko povišana.
Obstajajo 4 značilni klinični sindromi.

### Masivna pljučna embolija
Nastane, kadar se zamašijo velike pljučne žile in je iz pretoka izključena vsaj polovica pljučnih arterij. Takšnih embolij je približno 10%. Običajno se pojavijo težave nenadoma, s prehodno izgubo zavesti (sinkopo), lahko pride do zastoja srca. Bolniki težko dihajo, v prsih se lahko pojavi tiščoča bolečina (posledica ishemije desnega prekata). Bolniki so prestrašeni, pospešeno dihajo, frekvenca srca je višja (tahikardija), krvni tlak je znižan (hipotenzija), koža in sluznice so modrikasto obarvane (cianoza), vratne vene so prekomerno napolnjene. Na okončinah so lahko vidni znaki globoke venske tromboze.

### Pljučni infarkt
Je posledica zapore manjše obrobne pljučne arterije in pripelje do nekroze (odmrtja) dela pljuč. Zaradi zajetosti poprsnice (plevre) lahko pride tudi do plevralnega izliva. Značilna je plevritična bolečina v prsnem košu (ostra, zbadajoča, poslabša jo dihanje in kašelj), težko dihanje, plitvo dihanje zaradi bolečine, možen je tudi krvav izpljunek. Dihanje je pospešeno, avskultatorno so nad prizadetim področjem slišni poki.

### Nenadno nepojasnjeno težko dihanje
Pljučna embolija je dovolj obsežna, da povzroča težave z dihanjem, ne povzroča pa popuščanja desnega prekata srca. Arterijski krvni tlak je normalen. Postavitev diagnoze je težavna, iskati je potrebno znake globoke venske tromboze na spodnjih okončinah.

### Kronični pljučni embolizmi
Najverjetneje gre za številne ponavljajoče se in neprepoznane pljučne embolizme, največkrat najdejo prizadetih več kot 40% arterij. Večina bolnikov išče zdravniško pomoč šele pozno v poteku bolezni, po nekaj mesecih ali letih. Krvni tlak v pljučnih arterijah vse bolj narašča (pljučna hipertenzija), dokler ne pride do popuščanja desnega prekata srca. Kaže se z zadihanostjo ob vse manjših naporih, kasneje se pojavi tiščanje v prsih ob naporu, splošna oslabelost in prehodne izgube zavesti (sinkope). Pojavijo se znaki kroničnega desnostranskega srčnega popuščanja (nabrekle in zvijugane vratne vene, povečana jetra, otekanje nog, ...)

## Prva pomoč
Če se pojavijo simptomi pljučne embolije je potrebno takoj poklicati nujno medicinsko pomoč (112), bolnik naj miruje. Bolnika je med čakanjem treba opazovati, ker se stanje lahko v hipu poslabša. V primeru zastoja srca in dihanja je potrebno čim prej(!) začeti s temeljnimi postopki oživljanja (umetno dihanje in zunanja masaža srca).

## Diagnoza
Postavitev diagnoze je pogosto zahtevna, saj so simptomi in znaki povezani s pljučno embolijo nespecifični. Pomembno je, da se nanjo pomisli ob nespecifičnih simptomih, kot so težko dihanje, kašelj, vročina, bolečina v prsnem košu in izkašljevanje krvi. Med začetne preiskave spadajo: 
- merjenje nasičenosti krvi s kisikom (saturacija), ki pokaže znižano saturacijo
- RTG posnetek prsnega koša (običajno nespecifičen, lahko pa pokaže atelektaze, plevralni izliv, zasenčenja...)
- EKG (tipično spremenjen samo pri bolnikih s pomembno pljučno embolijo)
- plinska analiza arterijske krvi (PAAK), ki pokaže znižane vrednosti kisika (hipoksija) in CO2 (hipokapnija) v krvi.

Na podlagi klinične slike in osnovnih preiskav se oceni verjetnost PE in po potrebi opravi še dodatne preiskave:
- določanje D-dimera, ki ima negativno napovedno vrednost (nizke vrednosti izključijo verjetnost PE)
- ventilacijsko-perfuzijska scintigrafija (pokaže področja, ki so predihana, niso pa prekrvavljena)
- CT angiografija (prikaže embolus kot izpad v kontrastu, je bolj občutljiva in zanesljiva kot scintigrafija)
- ultrazvok srca (redko potrdi diagnozo)
- pljučna angiografija (invazivna preiskava, ki pokaže prekinjeno arterijo oz. defekt v polnjenju)

## Zdravljenje
Bolnik s sumom na pljučno embolijo mora mirovati, pri bolj prizadetih je že na terenu potreben nadzor vitalnih funkcij. Podporno zdravljenje omogoča ustrezen prenos kisika po telesu in vključuje dodajanje kisika ter infuzijo tekočin, noradrenalin in dopamin, če centralni venski tlak ni povišan. Z vzročnim zdravljenjem se zavre rast strdka, raztaplja že prisotne strdke in preprečuje nastanek novih. V ta namen se uporabljajo heparin in peroralna antikoagulacijska zdravila, tromboliza (raztapljanje strdka) z zdravili ter kirurško in katetrsko zdravljenje (mehansko odprtje žile). V določenih primerih se v spodnjo veno kavo vstavi filter, ki prepreči novim strdkom, da bi embolizirali v pljuča.

## Prognoza in preventiva
Ocenjujejo, da približno 11 % bolnikov umre v prvi uri, še pred postavitvijo diagnoze PE. Pri 30 % preostalih, kjer diagnozo postavijo in primerno zdravijo, je umrljivost po 3 mesecih med 10 in 20 %. Pri večini pa pljučna embolija ni ugotovljena in ker niso ustrezno zdravljeni, je umrljivost verjetno med 40 in 50 %. 
Preprečevanje PE je možno s preprečevanjem globoke venske tromboze z antikoagulantno terapijo (heparin ali nizkomolekularni heparin, varfarin), kompresijo (s kompresijskimi nogavicami, povoji ...) ali vstavitvijo filtra v spodnjo votlo veno. Način preprečevanja je odvisen od dejavnikov tveganja .